# 米薪关镇
米薪关镇，是中华人民共和国山西省大同市天镇县下辖的一个乡镇级行政单位。

## 行政区划
米薪关镇下辖以下地区：
米薪关村、油房夭村、胡家屯村、孤峰山村、上阴山村、下阴山村、过家屯村、石羊庄村、师家粱村、张辛夭村、滑家沟村、王家烟村、白家烟村、谷大屯村、蔡家庄村、于西堡村、赵家夭村、孙家河村、段家沟村、韩家粱村、东化林村、盆儿夭村、韩小屯村、小井沟村和西阳坡村。